# عظام الفأر
عِظَام الفَأْر نبات اسمه العلمي (.Astragalus gerensis Boiss)، وهو نوع عشبي حولي من جنس القتاد.